# Bruno Campiglia
Bruno Campiglia (Roma, 20 luglio 1962) è un ex kickboxer italiano.
Campione italiano dal 1982 al 1990, campione europeo con 8 difese del titolo, campione del Mondo dal 1990 al 1997 e detentore di 4 titoli mondiali contemporaneamente, difesi 12 volte in 4 continenti diversi. È stato inoltre per 3 volte campione italiano di Karate e campione del mondo nello stile Ku Shin Kan oltre che capitano della nazionale juniores e 5° Dan di Karate.
È stato il primo 8° Dan di Kick Boxing in Italia.

## Biografia
All’età di 10 anni comincia a praticare il karate con il Maestro Paolo Ciotoli, passando in breve tempo all’agonismo e vincendo il campionato italiano Juniores a 17 anni, gli Assoluti italiani a 18 e diventando capitano della squadra Juniores nel 1980.
Nel 1981, a causa di una squalifica ricevuta in un incontro di karate, si avvicina al Kickboxing.
Nel 1982 fu contattato dal presidente dell’attuale FederKombat Ennio Falsoni per partecipare ai campionati italiani.
Nel 1990 vince il suo primo campionato italiano e detiene il titolo fino al 1990.
In campo internazionale ottiene il 3º posto ai Campionati Europei WAKO di Graz del 1984, un 2º posto ai Campionati del Mondo WAKO di Budapest del 1985 e ancora un 3º posto ai Campionati Europei WAKO di Parigi del 1986.
Nel 1985 è anche il primo campione italiano di Light Contact per la FIKB, sport da combattimento da tatami appena codificato, definito a contatto leggero perché le tecniche devono essere ben controllate, titolo che manterrà fino al 1991. L'anno precedente, nella stessa specialità, si era laureato campione europeo nella categoria dei massimi.
Nel 1987 vince la Coppa del Mondo WAKO a Budapest, nel 1988 i Campionati Europei WAKO di Trogir e sempre nel 1988, arriva 3º ai Mondiali di Monaco di Baviera.
In questo periodo partecipa, ottenendo il secondo posto, al torneo Golden Dragon di Shoot boxing, stile di combattimento in piedi simile alla kickboxing precursore dell’odierna MMA che prevede l'utilizzo di proiezioni e di tecniche di sottomissione come strangolamenti e leve alle braccia, ideato nel 1985 dal kickboxer giapponese Caesar Takeshi, le cui competizioni si svolgevano su di un ring ottagonale.
Fra l’88 e l’89, la WAKO abbraccia il professionismo e difende da professionista il titolo europeo conquistato a Trogir per 8 volte.
Nel 1990, a Pomezia, diventa campione del mondo di Full Contact dei pesi massimi leggeri della WAKO Pro.
Nel 1992, sempre a Pomezia, conquista la stessa corona ma nella categoria dei pesi massimi, portando a 2 il numero dei titoli mondiali.
Ma è nel 1993 che avviene la consacrazione della sua carriera: a Saint Louis (Stato del Missouri), nella categoria dei pesi massimi, unifica la corona di campione del Mondo di Full Contact delle federazioni WAKO Pro e ISKA, diventando il primo kick boxer europeo a conquistare un mondiale negli Stati Uniti.
L’anno dopo, nel 1994 a Madrid, diventa campione del Mondo dei massimi leggeri WAKO Pro nella neonata Low kick.
Campiglia difende i suoi titoli per 12 volte fino al 1997, anno in cui, a seguito di un infortunio, decide di ritirarsi dalla Kick Boxing agonistica.

## Caratteristiche tecniche
Con i suoi +84 kg per 1,80 m di altezza, Bruno Campiglia si presenta come un atleta dal fisico normolineo e si colloca nella categoria dei massimi, composta prevalentemente da atleti più pesanti e morfologicamente longilinei.
Per questo motivo, la sua struttura ha sempre lasciato pensare che fosse un kick boxer da corpo a corpo, caratteristica stilistica a volte obbligata per chi deve superare la difesa di un avversario più alto e con arti più lunghi. 
Al contrario, Campiglia ricorreva al corpo a corpo solo come seconda scelta o se costretto. I suoi punti di forza erano invece la scelta di tempo e la convinzione che un colpo forte era tale solo se nasceva da una tecnica perfetta (ancora oggi è solito ripete ai suoi allievi il secondo principio della dinamica F=ma).
Nonostante quindi la sua struttura più da “lottatore” che non da kick boxer, Campiglia era dotato di una eccellente mobilità articolare che elevava le sue caratteristiche di scioltezza e coordinazione. Poteva calciare al viso con disinvoltura ed entrare ed uscire nella guardia dell’avversario con la rapidità di un peso medio.
Dotato di un timing di primissimo livello, riusciva a portare a segno un’altissima percentuale di colpi, allo stesso tempo, prendendone molto pochi.
Nella sua concezione dello sport da combattimento, la conservazione del proprio corpo assume un significato quasi filosofico. Potersi allenare anche in età avanzata, prendere meno colpi possibile per una vita sana e in salute, vivere lo sport come un divertimento, sono concetti che instancabilmente cerca di inculcare ancora oggi ai suoi allievi.

## Palmarès
| Anno             | Specialità    | Risultato                                                               |
| ---------------- | ------------- | ----------------------------------------------------------------------- |
| 1979             | Karate        | Campionato italiano Juniores                                            |
| 1980             | Karate        | Assoluti italiani                                                       |
| Dal 1982 al 1990 | Full Contact  | Campione italiano                                                       |
| 1984             | Full Contact  | 3º posto Campionati Europei WAKO di Graz                                |
| 1985             | Full Contact  | 2º posto ai Campionati del Mondo WAKO di Budapest                       |
| 1986             | Full Contact  | 3º posto ai Campionati Europei WAKO di Parigi                           |
| Dal 1985 al 1991 | Light Contact | Campione italiano                                                       |
| 1990             | Light Contact | Campione europeo categoria pesi massimi.                                |
| 1987             | Full Contact  | Coppa del Mondo WAKO a Monaco di Baviera                                |
| 1988             | Full Contact  | Campionati europei WAKO di Trogir                                       |
| 1988             | Full Contact  | 3º posto ai mondiali di Budapest.                                       |
| 1989             | Shoot Boxing  | 2º posto torneo Golden Dragon                                           |
| 1988/1989        | Full Contact  | 8 difese del titolo europeo                                             |
| 1990             | Full Contact  | Campione del Mondo dei pesi massimi leggeri della WAKO Pro a Pomezia    |
| 1992             | Full Contact  | Campione del Mondo dei pesi massimi della WAKO Pro a Pomezia            |
| 1993             | Full Contact  | Unificazione Corona di Campione del Mondo WAKO Pro e ISKA a Saint Louis |
| 1994             | Low Kick      | Campione del Mondo dei massimi leggeri WAKO Pro                         |

## Carriera da allenatore
Nel 1982 Campiglia fonda la sua prima “scuola” di sport da combattimento con il nome di Campiglia Kickboxing Team che nel 1986, insieme al kickboxer Mario Vincenti, prende il nome di Thay Boxe Roma. Nel 1986 Campiglia fonda e guida come D.T., l’attuale Pro Kick Team by Campiglia Word Champion (Promotion Kickboxing Team), associazione sportiva che ha formato numerosi atleti, portandoli fino alle massime competizioni nazionali e internazionali, sia nell’ambito dilettantistico che in quello professionistico.
Con il ritiro dalle scene agonistiche, può così dedicarsi esclusivamente all’insegnamento.
I primi anni del 2000 sperimenta e codifica la Kick Light, la 3° disciplina da tatami che, grazie al suo contributo, viene definitivamente omologata nel 2003 dalla Feder Combat.
Nel 2010 ne diviene coordinatore, direttore tecnico nazionale e dirigente federale delle nazionali cadetti, juniores, seniores e master, e membro della Commissione Tecnica Nazionale (CTN).
Le sue nazionali sono giunte 6 volte Prime Classificate nel medagliere Europeo e Mondiale per Nazioni dal 2011 ad oggi.